# خانه وزیر مختار فرانسه
خانه وزیر مختار فرانسه (تأسیس نامعلوم) که در نقشهٔ تاریخی شهر تهران متعلق به ۱۲۷۵ قمری با این عنوان معرفی شده‌است و در اوائل قرن ۱۳۰۰ سید حسن مدرس در دوران نمایندگی مجلس در آن سکونت داشت و برای بسیاری با عنوان خانه سید حسن مدرس شناخته شد، واقع در بن‌بست مدرس در گذر میرزا محمود وزیر، محله امامزاده یحیی تهران می‌باشد که تقریباً نیمی از طول بن‌بست را در بر می‌گیرد. به روایت ساکنان محله امروزه مساحت وسیع آن بین سه خانه تقسیم شده‌است که قسمت جلویی این خانه با مساحت تقریباً ۲۰۰۰ متر مربع سالم مانده و سالها انبار کتاب انتشارات اسلامیه بوده‌است. این بخش از خانه دارای سه حیاط، یک درخت کاج قدیمی با قطر بیش از یک متر یک استخر و باغچه، دارای دو زیرزمین وسیع که یکی از آن زیرزمین‌ها دارای حوض می‌باشد، یک حیاط خلوت با حوض مجزا، حیاط اندرونی با حوض مجزای دیگر سه درخت توت سفید و سیاه، درخت خرمالو و انجیر، و طبقات فوقانی زیرزمین‌ها یکی با ایوانی بزرگ می‌باشد همچنین مجموعه‌ای از هنرها شامل گچبری، حجاری، آجرکاری، گره‌چینی، نقاشی و کتیبه نگاری. کتیبه‌های چاپ قدیمی متن با سطح فلزی احتمالاً سرب و بدنه چوبی به تعداد زیاد در این خانه نگهداری می‌شد. قسمت عقبی آن در انتهای کوچه که برخلاف بخش سالم دارای آینه‌کاری زینتی بسیار بوده‌است تقریباً ویران گشت به استثنای یک دروازه چوبی بسیار کهن که در انتهای کوچه واقع شده بود.
ضلع جنوبی خانه با یک سوله کوچک جدید با نمای سیمان محدود شده و از خانه‌های دوم و سوم بدین صورت جدا می‌شود اما اتاق سمت راست ایوان (جنوب) یک در به پشت خانه دارد که دیگر متعلق به این خانه نیست و نشانه بزرگ‌تر بودن خانه پیش از این دارد. این باور محلی که دو خانه پشت آن بخشی از خانه اصلی بوده‌اند جای بحث دارد اما دو خانه تاریخی دیگر در ادامه این خانه بوده‌اند که یکی از آنها تقریباً ویران شد.
بخش جلویی این خانه دارای ۳ در ورودی هر ۳ به یک کوچه می‌باشد یک در به حیاط خلوت یک در بزرگ به حیاط اصلی و یک در مجزا به ساختمان مجاور کوچه.

## بازسازی و تناقضات
این خانه تا اواخر سال ۱۳۹۳ بازسازی نشده بود اما پس از آن تصاویری از حیاط اصلی (عمارت سمت کوچه) و حیاط خلوت از این خانه روی وب منتشر شد که نشان می‌دهد این خانه بازسازی شده‌است اما شکل اصلی خانه و عمارتش حفظ نشده و در آن دستکاری انجام شده‌است از جمله می‌توان به حذف ایوان اصلی حیاط اصلی خانه و افزودن پنجره‌های جدید به جای آن، قطع درخت کاج ۱۰ متری کهن، حذف ۴ درخت میوه و یک درخت کاج دیگر، حذف باغچه خانه و تغییر ستون‌های فلزی حیاط خلوت سمت کوچه به ستون‌های آجری اشاره کرد. همچنین افزودن کاشی‌کاری مزین به آیات قرآن یا اصطلاحات عربی در محلی که قبلاً ایوان خانه بوده.